# Medalla por la Defensa de Stalingrado
La Medalla por la Defensa de Stalingrado (en ruso: Медаль «За оборону Сталинграда») es una medalla de campaña de la Unión Soviética establecida el 22 de diciembre de 1942 por decreto del Presídium del Sóviet Supremo de la Unión Soviética, para recompensar a los participantes, tanto civiles como militares, en la defensa de la ciudad de Stalingrado, contra las fuerzas armadas de la Alemania nazi. El estatuto de la medalla fue enmendado el 18 de julio de 1980 por decreto del Presídium del Sóviet Supremo de la Unión Soviética N.º 2523-X.
El 1 de mayo de 1945, Stalingrado recibió el título de «Ciudad Heroica» (las otras son Odesa, Leningrado, Moscú, Sebastopol, Kiev, la Fortaleza de Brest, Kerch, Novorosisk, Minsk, Tula, Múrmansk y Smolensk).

## Reglamento
La medalla se otorgó a todos los participantes en la Batalla de Stalingrado: militares del Ejército Rojo, la Armada y las tropas del NKVD, así como a los civiles que participaron directamente en la defensa. Se considera que el período de la defensa de Stalingrado va del 12 de julio al 19 de noviembre de 1942.
La concesión de la medalla se hizo en nombre del Presídium del Sóviet Supremo de la URSS sobre la base de documentos que atestiguan su participación real en la defensa de Stalingrado emitidos por el comandante de la unidad, el jefe del establecimiento médico militar o por un provincial pertinente o autoridad municipal. 

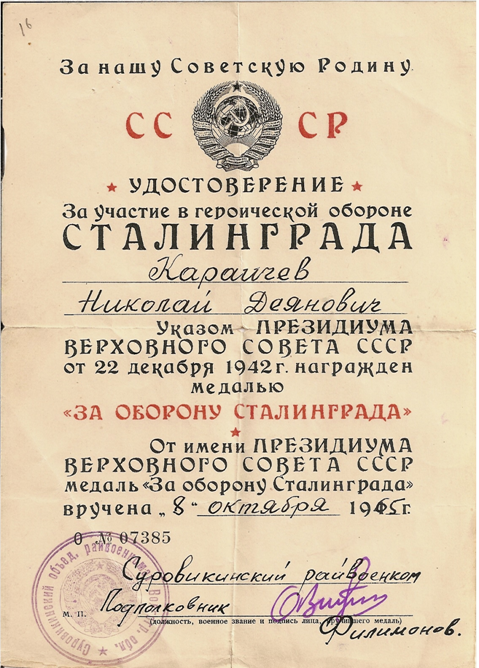
Certificado de concesión de la medalla

El personal militar en servicio recibía la medalla de su comandante de unidad, el personal militar retirado recibieron la medalla de un comisionado militar regional, municipal o de distrito en la comunidad de residencia del destinatario, los miembros de la población civil, los participantes en la defensa de Stalingrado recibieron su medalla de Ayuntamientos de Diputados del Pueblo.
Cada medalla venía con un certificado de premio, este certificado se presentaba en forma de un pequeño folleto de cartón de 8 cm por 11 cm con el nombre del premio, los datos del destinatario y un sello oficial y una firma en el interior. Por decreto del 5 de febrero de 1951 del Presídium del Sóviet Supremo de la URSS, se estableció que la medalla y su certificado quedarían en manos de la familia tras la muerte del beneficiario.
La Medalla por la Defensa de Stalingrado se lleva en el lado izquierdo del pecho y, en presencia de otros premios de la URSS, se ubica inmediatamente después de la Medalla por la Defensa de Sebastopol. Si se usa en presencia de Órdenes o medallas de la Federación de Rusia, estas últimas tienen prioridad.
Fue otorgada a unas 760.000 personas. El autor del dibujo de la medalla es el artista Nikolái Moskalev.

## Descripción
Se suponía que la medalla estaría hecha de acero inoxidable, pero por el decreto del 27 de marzo de 1943, el material se cambió a latón. La medalla tiene la forma de un círculo regular con un diámetro de 32 mm y un borde elevado.  
En su anverso, una fila de cinco soldados totalmente equipados superpuestos con sus rifles listos marchando hacia la izquierda, sobre los dos soldados más a la derecha, ondeando la bandera soviética; por encima de los demás, tanques y aviones de combate también apuntando hacia la izquierda. En la parte superior, en el centro, una estrella en relieve de cinco puntas, a cada lado de la estrella a lo largo de la circunferencia superior de la medalla, la inscripción en relieve «POR LA DEFENSA DE STALINGRADO» (en ruso: «ЗА ОБОРОНУ СТАЛИНГРАДА»).
En el reverso cerca de la parte superior, la imagen en relieve de la hoz y el martillo, debajo de la imagen, la inscripción en relieve en tres filas «POR NUESTRA PATRIA SOVIÉTICA» (en ruso: «ЗА НАШУ СОВЕТСКУЮ РОДИНУ»).
Todas las inscripciones e imágenes de la medalla son convexas.  
La medalla está conectada con un ojal y un anillo a un bloque pentagonal cubierto con una cinta de muaré de seda de 24 mm de ancho. Inicialmente, la cinta se instaló en gris con una franja roja longitudinal en el medio de 8 mm de ancho. Por decreto del 19 de junio de 1943, se instaló una nueva cinta de color oliva con una franja roja longitudinal en el medio de 2 mm de ancho.

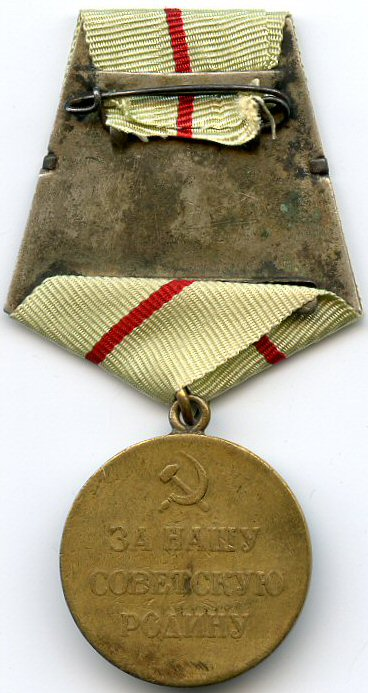
Reverso de la medalla

Las medallas por la defensa de Leningrado, por la defensa de Odesa, por la defensa de Sebastopol y por la defensa de Stalingrado fueron los primeros premios soviéticos establecidos para ser usados en una montura pentagonal. Originalmente se suponía que debían usarse en el lado derecho del pecho. Por decreto del 19 de junio de 1943, que introdujo una montura pentagonal y los otros premios usados antes en otras formas de montura, se decidió llevar medallas para la defensa de las ciudades en el lado izquierdo del pecho, junto con otros premios.  

## Galardonados
Lista parcial de las personas que recibieron la Medalla por la defensa de Stalingrado. 
- Francotirador Vasili Záitsev
- Coronel General Aleksandr Rodímtsev
- Teniente general Vasili Badanov
- Teniente coronel de aviación Nikolái Vlásov
- Piloto de combate Capitán María Dólina
- Mariscal de Aviación Fedor Yakovlevich Falaleyev
- Mariscal de Artillería Vasili Ivanovich Kazakov
- General del ejército Mijaíl Sergeevich Malinin
- General de Ejército Issá Plíyev
- Mariscal de Aviación Serhi Gnatovich Rudenko
- Mayor Gabriel Ilyich Urazovsky
- Corresponsal de guerra Piotr Andreyevich Pavlenko
- General del ejército Semion PIvanov
- Mariscal de la Unión Soviética Gueorgui Zhúkov
- Mariscal de la Unión Soviética Semión Timoshenko
- Mariscal de la Unión Soviética Vasili Chuikov
- Mariscal de la Unión Soviética Aleksandr Vasilevski
- Mariscal de la Unión Soviética Iván Yakubovski
- Mariscal de la Unión Soviética Fiódor Tolbujin
- Mariscal de la Unión Soviética Serguéi Semyonovich Biryuzov
- Mariscal de la Unión Soviética Serguéi Ajroméyev
- Físico Anatoli Petrovich Alexandrov
- Mariscal de la Unión Soviética Petr Kirillovich Koshevoi
- General del ejército Yákov Kreizer